# Chapelle Saint-Roch de Juncalas
La chapelle Saint-Roch de Juncalas est un édifice religieux catholique située à Juncalas, en France.

## Localisation
La chapelle est située dans le département français des Hautes-Pyrénées, en  Lavedan, sur une colline surplombant le village au sud de Juncalas a côté du cimetière.

## Historique
La chapelle a été construite en 1690.

Pendant la Révolution elle a été vendue comme bien national et a été rendue au culte en 1886.
La statue de Notre-Dame de Lourdes qui est en fonte et mesure 2 mètres a été bénie le 2 juin 1912.

## Galerie de photos

Sélection de vues de la chapelle
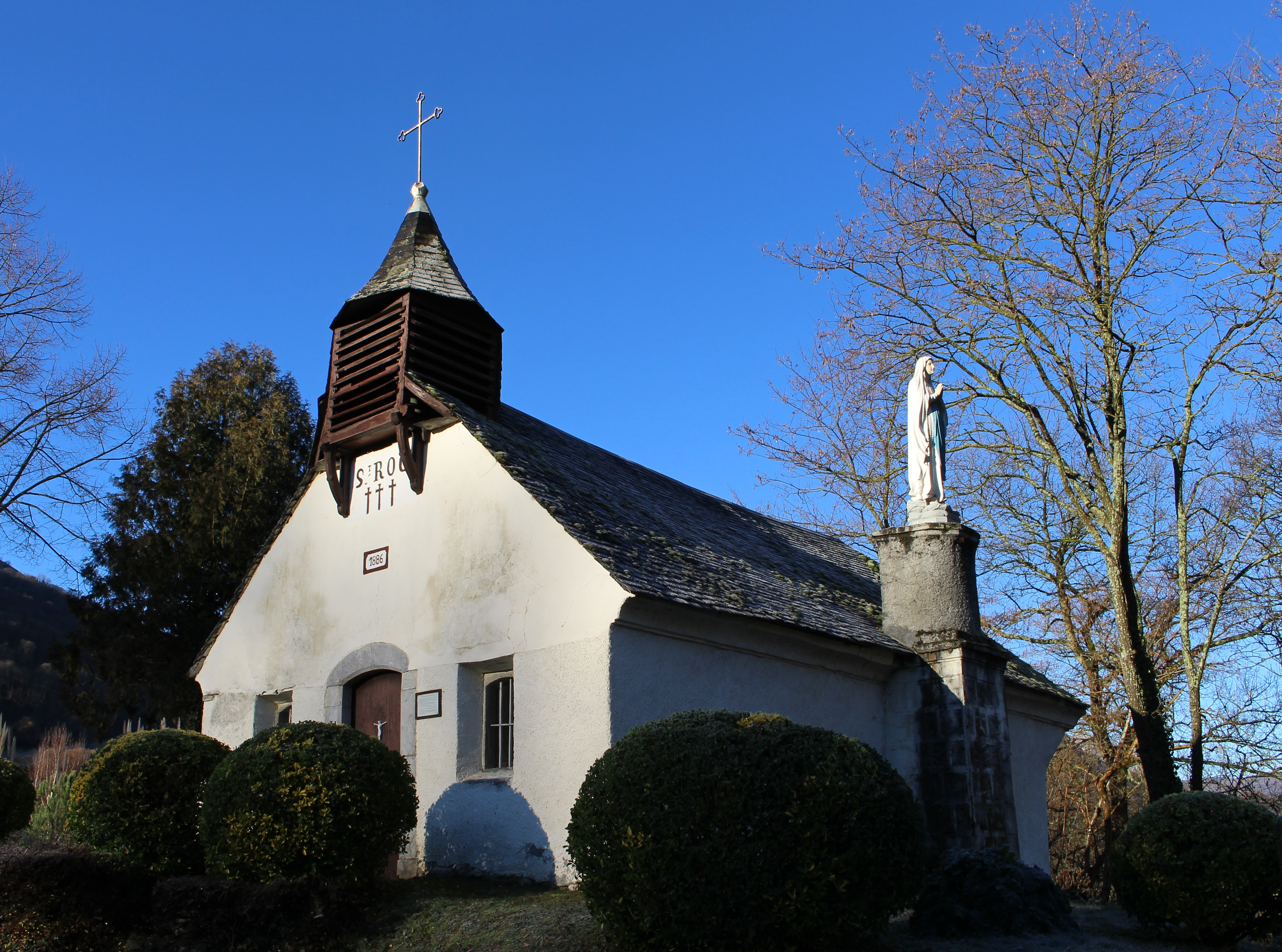
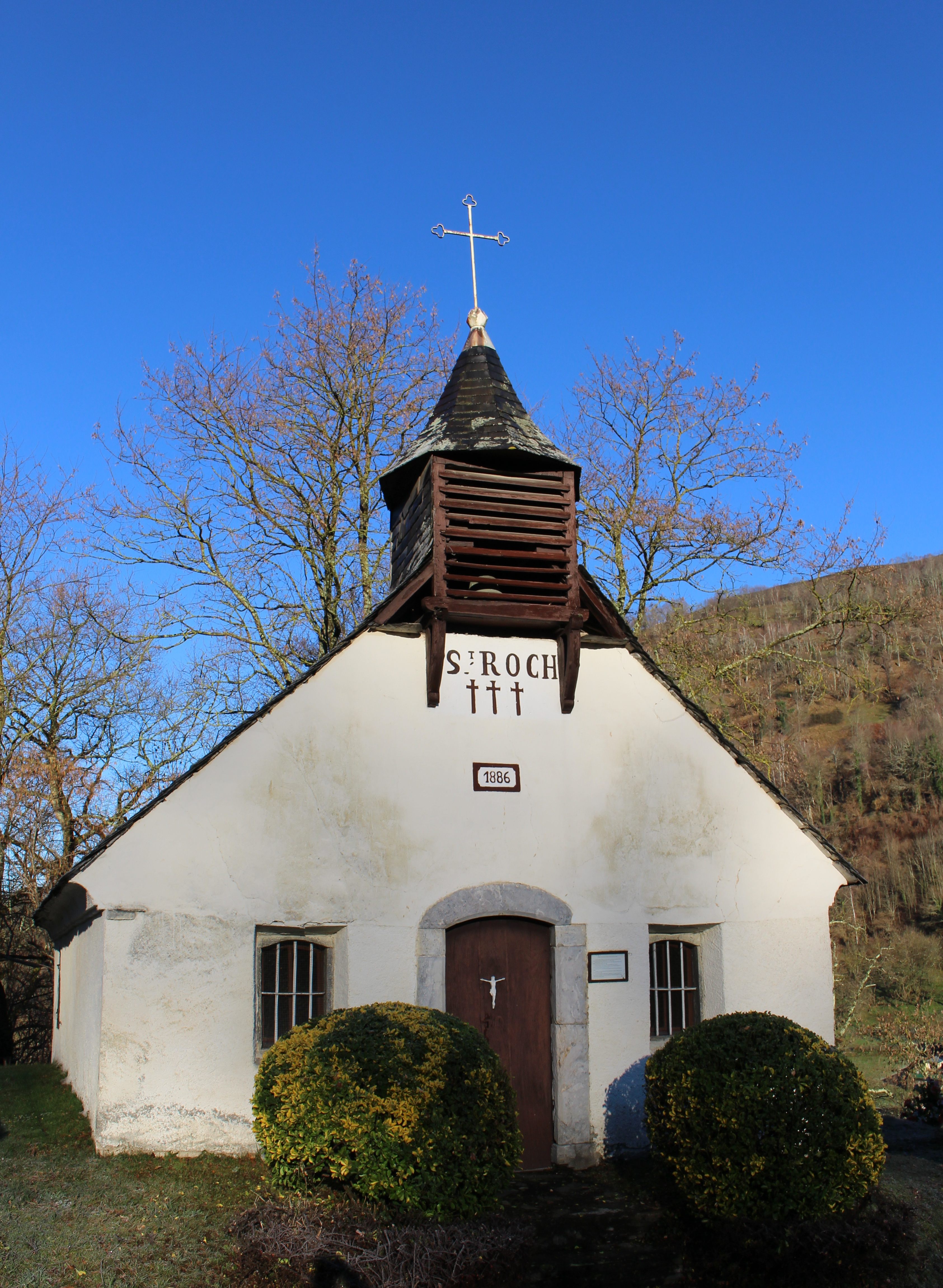
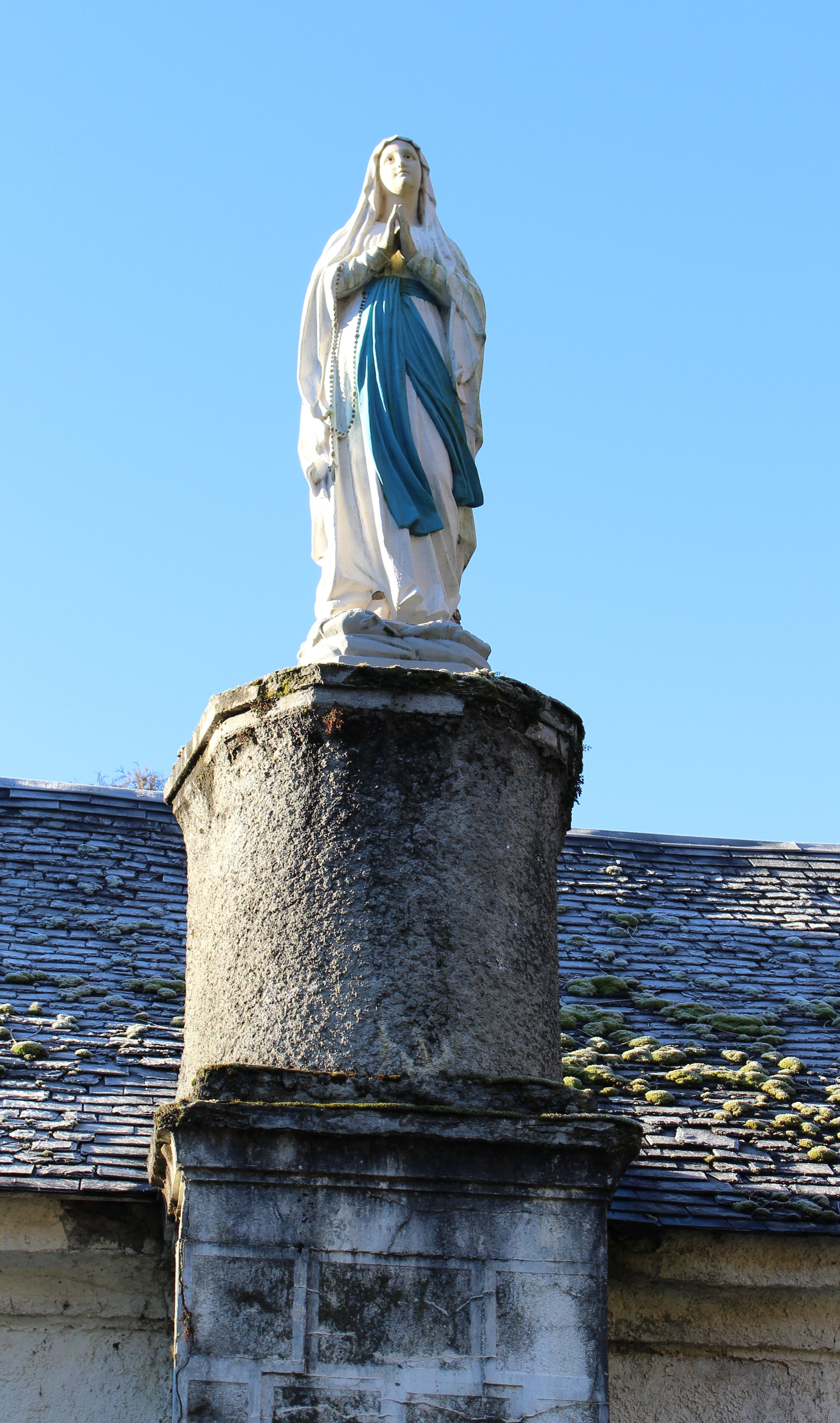
La statue.
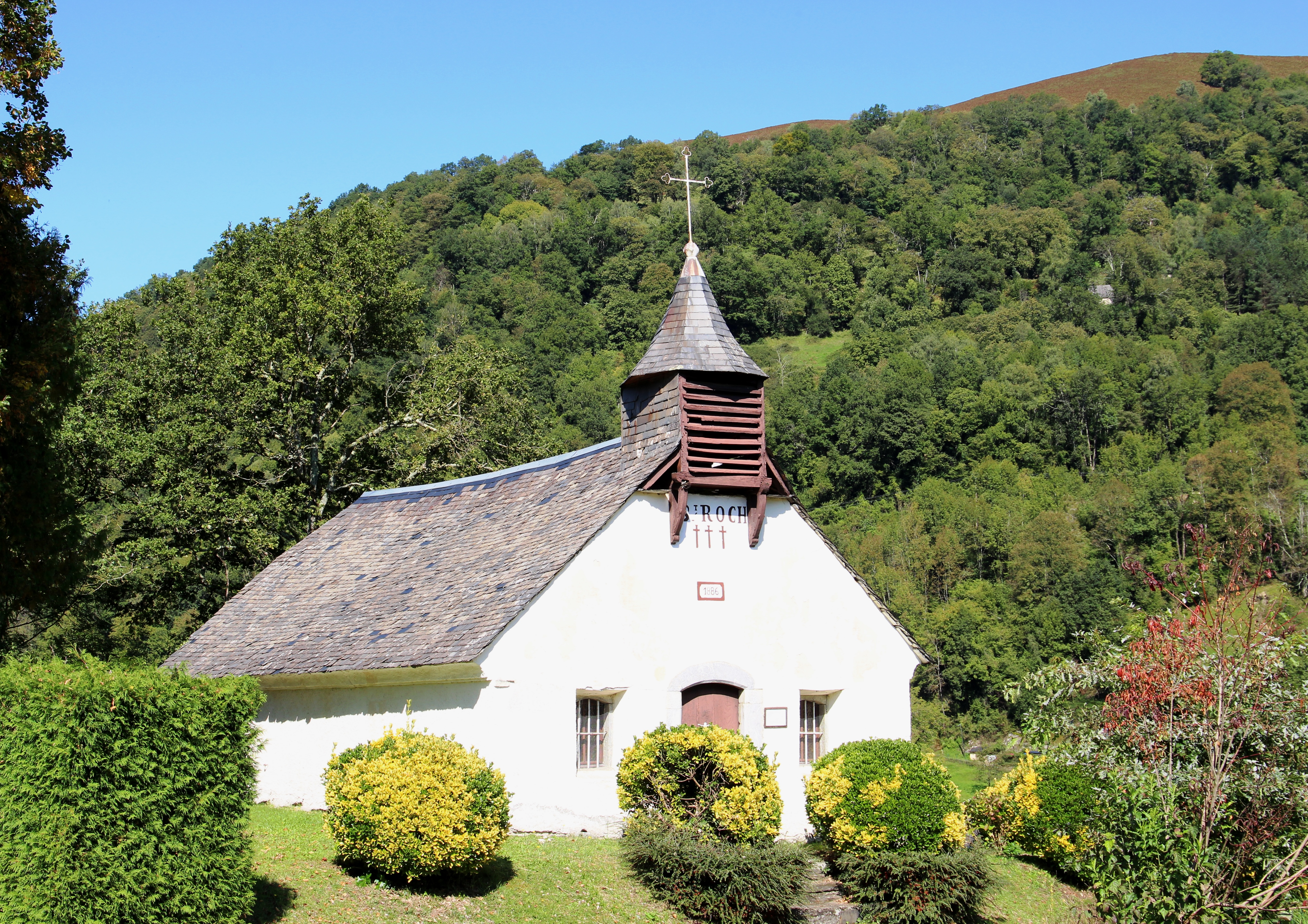